# Гастингс, Уоррен
Уоррен Гастингс (англ. Warren Hastings; 6 декабря 1732 — 22 августа 1818) — первый английский генерал-губернатор Индии (в 1773—1785 годах). Вместе с Робертом Клайвом вошёл в историю как основатель колонии Британская Индия.

## Биография
В 1750 году был послан Ост-Индской компанией в Индию, где сделался членом Калькуттского совета. Энергично протестовал против злоупотреблений, которые вылились в войну с бенгальским навабом. В 1764 году, когда наваб был повержен при Буксаре, Гастингс возвратился в Англию, но потеряв всё своё состояние, в 1769 году вторично отправился в Индию, в 1772 году стал главой Бенгальского президентства, а в 1773 году, когда британский парламент принял Регулирующий акт, получил назначение генерал-губернатором Индии.
Гастингс расширил владения Ост-Индской компании, организовал управление и увеличил доходы. В союзе с аудским навабом Шуджой ад-Даулой он выступил против разбойных выходок племени рохиллы (см. en:First Rohilla War). Пытаясь утвердиться в сердцевине субконтинента, Гастингс схлестнулся с федерацией маратхов, что позволило ему занять Гуджарат и Гвалиор.
Вскоре началась война и на других фронтах: в связи с военными действиями в Америке к бенгальским берегам подошёл французский флот, а майсурский махараджа Хайдар Али осадил британский гарнизон в Мадрасе. Несмотря на крайне сложное положение, Гастингс успешно довёл все четыре конфликта до благоприятного для англичан завершения.
Обеспокоенный интригами недругов в Лондоне, Гастингс в 1785 году вышел в отставку и вернулся на родину, где подвергся обвинению в превышении власти и тираническом управлении со стороны вигов, раздражённых издержками на содержание Ост-Индской компании. Скандальный процесс продолжался 8 лет и служил излюбленным развлечением гостей Лондона, не исключая и русских:

Заседания парламента были тогда весьма интересны, и стечение зрителей всегда чрезвычайное. Они открылись процессом, делаемым Гастингсу, бывшему вице-королём в Индии, за жестокости и употребление во зло его там власти. Знаменитые ораторы оппозиции Фокс, Берк и Шеридан истощали всё своё красноречие на обвинение Гастингса, но он был оправдан.— Е. Ф. Комаровский
По итогам судебного разбирательства Гастингс, хотя и оправданный по всем пунктам, был приговорен к уплате судебных издержек в сумме 67 тысяч фунтов стерлингов. Остаток жизни провёл в уединении.